# Heinrich Faust (Maler)

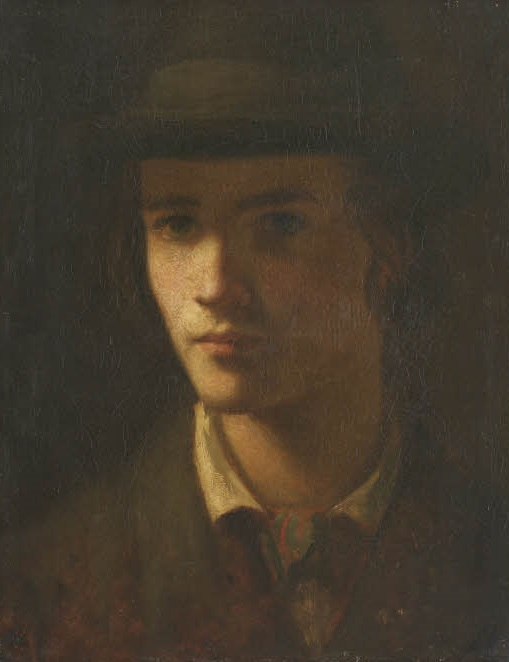
Selbstporträt (zwischen 1860 und 1865 gemalt)

Heinrich Faust (* 6. Oktober 1843 in Reinsdorf; † 4. Januar 1891 in Kassel) war ein deutscher Maler, Lithograph und Grafiker.

## Leben
1853 zog Faust mit seiner Familie nach Kassel und machte ab 1855 zunächst eine Lehre bei dem Kasseler Lithografen Georg Koch, bevor er dann 1858 in die Malklasse von Friedrich Wilhelm Müller an die  Kasseler Kunstakademie wechselte. Durch ein Stipendium konnte er sich 1864 in Antwerpen bei Joseph van Lerius weiterbilden und später in Italien die venezianische Malerei studieren. Während seiner Aufenthalte ab 1870 in München wurde er durch Arnold Böcklin und Hans Makart beeinflusst. Makart lernte er bei einem Besuch in Wien später auch persönlich kennen. Nach anschließenden mehreren Italienreisen ließ er sich im Jahr 1870 in Kassel als freischaffender Künstler nieder und war an Ausstellungen in Berlin, München, Hamburg, und vor allem in Kassel beteiligt. Seine späteren Jahre waren geprägt durch Lungen- und Nervenleiden, die ihn in seiner Arbeit hinderten.

## Künstlerisches Werk
Faust arbeitete vorwiegend als Porträtmaler. Dabei legte er Wert auf die malerischen Werte und weniger auf die Ähnlichkeit zur Realität. Er malte zahlreiche Historienbildern und Märchenbilder mit poetisch-allegorischem Charakter und dekorativ-üppige poetischen Figuren, die er oft durch einen matten Goldgrund betonte. In seinen Gemälden sind Einflüsse von Carl Theodor von Piloty und Victor Müller erkennbar. Von Makart war er stark beeinflusst bei seinen Porträts, insbesondere bei seinen Frauen-Darstellungen.
In seinem Spätwerk finden seine Todesahnungen in der Darstellung menschenverlassener, herbstlicher Landschaften ihren Niederschlag.
Mehrere seiner Gemälde sind in der Neuen Galerie ausgestellt.

## Ausstellungen
- 1870: Akademieausstellung, Berlin mit Frauenbildnis, vor mattem Goldgrund

## Werke
- Der Blumen Rache
- Titania
- Altdeutsches Edelfräulein (englischer Privatbesitz)
- Herbstlandschaft, Neue Galerie Kassel, Kassel

## Ehrungen
- Ehrengrab der Stadt Kassel